# Одеса (спортивний клуб)
Це стаття про футбольний клуб, що існував з 1944 по 1999 роки. Про футбольний клуб, заснований 2010 року, див. СКА (Одеса, 2010), а про футбольний клуб, заснований 2011 року див. Одеса (футбольний клуб)
СК «Одеса» — історичний радянський і український футбольний клуб з міста Одеси. Створений у 1944 році, більшість своєї історії існував як «СКА» (Одеса). У 1999 році розформований, на його базі створено «Чорноморець-2».
Провів три сезони в найвищому дивізіоні: два в класі «А» чемпіонату СРСР та один в українській вищій лізі.

## Історія

### Колишні назви
- 1944—1957 — ОБО (Окружний будинок офіцерів)
- 1957—1959 — СКВО (Спортивний клуб військового округу)
- 1960—1971 — СКА (Спортивний клуб армії)
- 1972—1973 — Зірка (представляв Тирасполь)
- 1974—1975 — команда м. Тирасполя (представляв Тирасполь)
- 1976—1992 — СКА (Спортивний клуб армії)
- 1992—1999 — СК Одеса (Спортивний клуб Одеса)

### СКА Одеса
Спортивний клуб армії було засновано при окружному будинку офіцерів (ОБО) у 1944 році. З 1957 року команда змінила назву на СКВО (Спортивний клуб військового округу).
Вигравши чемпіонат УРСР серед КФК 1957 року, з 1958 року клуб виступав у чемпіонатах СРСР. У середині жовтня 1963 року одеська команда «СКА» стала чемпіоном УРСР серед майстрів, перемігши за сумою двох матчів вінницький «Локомотив» з рахунком 3:0, та вийшла до другою за силою радянської ліги.
Найвищим досягненням команди є виступи у вищій лізі чемпіонату СРСР (сезони 1965 і 1966) і вищій лізі чемпіонату України (сезон 1992).
У 1992 році, протягом першого чемпіонату незалежної України позбувся армійського підпорядкування і був перейменований на СК «Одеса». У 1999 році команда закінчила своє існування, а на її базі було створено команду «Чорноморець-2».

## Досягнення

### СРСР
- Чемпіонат СРСР
  - Виступи в найвищій лізі (клас «А»): 2 (1965, 1966)

Найкращий результат: 17-те місце з 17 (1965)
- Кубок СРСР
  -  Півфіналіст: 1959/60
- Перша ліга
  -  Срібний призер (1): 1964
- Чемпіонат УРСР серед команд майстрів
  -  Чемпіон (2): 1963, 1977 (обидва — третій дивізіон)
  -  Срібний призер (1): 1961 (другий дивізіон)
  -  Бронзовий призер (3): 1960 (другий дивізіон), 1976, 1988 (обидва — третій дивізіон)
- Чемпіонат УРСР серед КФК
  -  Чемпіон (1): 1957
  -  Бронзовий призер (5): 1956, 1959, 1960, 1976, 1988
- Кубок УРСР
  -  Володар(1): 1957

### Україна
- Чемпіонат України
  - Виступи в найвищій лізі (вища ліга): 1

Найкращий результат: 10-те місце в групі з 10 (1992)
- Кубок України
Найкращий результат: 1/8 фіналу (2): 1992/93, 1998/99

### Регіональні змагання
У регіональних змаганнях СКА найчастіше був представлений клубною (аматорською) командою, тобто другим складом.
- Чемпіонат Одеської області
  -  Чемпіон (2) — 1961, 1962
  -  Срібний призер (2) — 1955, 1969

- Кубок Одеської області
  -  Володар (5) — 1952, 1957, 1959, 1975, 2001
  -  Фіналіст (1) — 1962

- Чемпіонат Одеси
  -  Чемпіон (3) — 1962, 1967, 1970
  -  Срібний призер (2) — 1960, 1961

- Зимовий чемпіонат Одеси
  -  Чемпіон (6) — 1951/52, 1952/53, 1953/54, 1954/55, 1956/57, 1957/58
  -  Срібний призер (1) — 1955/56

- Кубок Одеси
  -  Володар (8) — 1947, 1952, 1957, 1958, 1959, 1961, 1962, 1975
  -  Фіналіст (6) — 1953, 1955, 1964, 1967, 1968, 1984

## Відомі футболісти

Колишня емблема клубу

- Герман Апухтін (1966—1967)
- Ігор Бєланов (1979—1980)
- Валентин Бліндер (1956—1965)
- Едуард Дубинський (1966)
- Іван Жекю (1982—1983)
- Василь Москаленко (1958—1962)
- Іштван Секеч (1965)
- Євген Дерев'яга (1974)
- Сергій Марусин (1977—1986)
- Ігор Соколовський (1980—1981)
- Олег Таран (1981—1982)
- Олександр Тарханов (1985—1986)
- Віталій Фейдман (1968—1969, 1979)
- Ілля Цимбалар (1987—1989)

## Одеське дербі
Свого часу в Одесі, матчі-дербі між одеським «СКА» і «Чорноморцем» були дуже довгоочікуваними і навколо них був великий ажіотаж. Аби купити квиток на таке дербі, потрібно було займати чергу з ночі.
Перша зустріч відбулася на стадіоні армійців у рамках першого кола чемпіонату 3 червня 1959 року. Чорноморці здобули мінімальну перемогу, єдиний гол забив Костянтин Фурс. У матчі другого кола, що проходив на стадіоні ЧМП, із таким самим результатом перемогла «СКА».
Усього таких зустрічей на офіційному рівні в чемпіонатах України і СРСР було одинадцять. Загальний рахунок усіх зустрічей 12—5 на користь «Чорноморця». Найкращим бомбардиром став Василь Москаленко, він забив три м'ячі за «Чорноморець» і один за СКА.
Загалом матчі цього протистояння відвідало 560 000 вболівальників (у середньому 46 666 глядачів за матч). Дев'ять із одинадцяти «дербі» відбулися на полі стадіону ЧМП, трибуни якого заповнили загалом 540 000 глядачів (в середньому 49 090 за гру). Рекордним за відвідуваністю став матч «Чорноморця» і СКА, що відбувся 1966 року на стадіоні ЧМП в рамках 28-го чемпіонату СРСР (55 000 глядачів). Один матч армійці й моряки провели на полі стадіону СКА (СКА), і ще один відбувся за межами Одеси в Гурзуфі на стадіоні «Артек».
Очевидці відзначають терпимість між вболівальниками, бійки траплялися дуже рідко.